# Cara Bösl
Cara Bösl (* 11. Februar 1997 in Rüsselsheim am Main) ist eine deutsche Fußballtorhüterin, die seit Juli 2024 Vertragsspielerin des 1. FC Union Berlin ist.

## Karriere

### Vereine
Ihre Karriere begann sie als Feldspielerin, wechselte aber früh ins Tor. Als Juniorin spielte sie für Alemannia Königstädten und SC Opel Rüsselsheim. Mit der Auswahl Hessens gewann sie 2012 den U 15-Mädchen-Länderpokal. Ebenfalls 2012 wechselte sie zum 1. FFC Frankfurt und spielte dort für die B-Juniorinnen. Ab 2014 spielte sie für die zweite Mannschaft des FFC in der 2. Bundesliga. Am 2. April 2017 feierte sie ihr Debüt in der Frauen-Bundesliga beim Auswärtsspiel in Jena, das Frankfurt 1:0 gewann. Sie stand den Rest der Saison im Tor. Nach der Verpflichtung von Bryane Heaberlin zur Saison 2017/18 war sie hinter dieser Ersatztorhüterin.
Im Juli 2020 fusionierte der 1. FFC Frankfurt mit Eintracht Frankfurt trat seither unter neuem Namen an.
Am 2. Juli 2024 wurde sie vom Zweitligaaufsteiger 1. FC Union Berlin verpflichtet.

## Erfolge
- Meister der zweiten Bundesliga 2024/25 und Aufstieg in die Bundesliga
- U15-Länderpokal-Sieger 2012

## Sonstiges
Seit Oktober 2016 studiert Bösl Sport- und Erziehungswissenschaften.